# Wenn wir alle Engel wären (1936)
Wenn wir alle Engel wären ist eine Filmkomödie des Regisseurs Carl Froelich aus dem Jahr 1936. Heinrich Spoerl hat den Roman geschrieben, auf dem die Literaturverfilmung basiert. In der Hauptrolle verkörpert Heinz Rühmann den kleinkarierten Kanzleivorsteher Christian Kempenich.

## Handlung
Der stadtbekannte, pedantische Kanzleivorsteher Christian Kempenich befindet sich zu Beginn der Filmhandlung auf dem Weg nach Köln zu einer Taufe, zu der er eingeladen wurde. Dort angekommen, nimmt das feierliche Ereignis einen fröhlichen Verlauf, an dessen Ende sich ein feuchtfröhliches Beisammensein angliedert.
Auf der Heimreise übernachtet er in einem Hotel. Kempenich, der an diesem Abend dem Alkohol etwas zu sehr zugesprochen hat, fällt anschließend in das Bett einer ihm fremden Frau und erwacht am nächsten Morgen entsprechend überrascht auf. Als dann noch das Hotel eine Anzeige bei der örtlichen Polizeibehörde gegen ihn erstellt, ist die Verwirrung komplett. Grund der Anzeige ist eine mutmaßlich gestohlene Bettwäsche aus dem Zimmer, in dem Kempenich übernachtet hat.
Seine Ehefrau Hedwig war während seiner Abwesenheit jedoch auch kein Kind der reinsten Unschuld: Sie hatte, während ihr Mann in Köln war, eine kleine Liebelei, welche sie natürlich vor ihm geheim halten will.
Als Hedwig davon erfährt, dass Christian eine Anzeige wegen Diebstahls angehängt wurde, verwickelt er sich in Widersprüche, als er zu erklären versucht, wie er in das Zimmer einer ihm fremden Frau überhaupt gekommen ist. Im Laufe der Diskussion verheddert sich jedoch auch Hedwig und äußert unbedacht, dass sie eine (in ihren Augen) harmlose Affäre hatte.
Nach einer gegenseitigen Aussprache wird den beiden klar, dass sie sich beide Mühe geben müssen, denn immerhin steht jetzt ihre eigene Ehe auf dem Spiel.

## Produktionsnotizen
Der Film kam am 9. Oktober 1936 in die deutschen Kinos. Weitere Erscheinungstermine (im Ausland) waren der 8. Oktober 1937 in den USA (dort unter dem Titel If We All Were Angels), der 7. August 1938 in Finnland (dort unter dem Titel Oltaisko enkeleitä), der 25. Januar 1940 in Ungarn (dort unter dem Titel Nem vagyunk angyalok), der 4. April 1941 in Dänemark (dort unter dem Titel Hvis vi alle var Engle).

## Kritiken
„Eins der besten deutschen Vorkriegs-Lustspiele.“